# Тембо, Кристон
Кристон Тембо (англ. Christon Tembo; 6 марта 1944, Kasempa, Северо-Западная провинция — 6 марта 2009, Лусака) — замбийский военный и политик, вице-президент Замбии (1997—2001).

## Биография
Профессиональный военный. Получил образование в Королевском военном колледже Кимберли (Великобритания) и дослужился до генерал-лейтенанта Вооруженных сил Замбии, которыми он командовал с 1984 по 1987 гг.
В 1987—1989 гг. — Чрезвычайный и Полномочный Посол Замбии в ФРГ.
В 1991—1995 гг. — Министр туризма, одновременно в 1995—1996 гг. исполнял обязанности Министра иностранных дел Замбии.
С декабря 1997 по май 2001 гг. — Вице-президент Замбии.
В мае 2001 г. Кристон Тембо вместе с восемью министрами был исключен из правящей партии Движение за многопартийную демократию (ДМД), поскольку он выступил против изменений в Конституцию страны, позволявших действующему президенту Фредерику Чилубе баллотироваться на третий срок.
На президентских выборах 2001 года Кристон Тембо выдвигался кандидатом от движения Форум за демократию и развитие (ФДР), получив 13 % голосов избирателей и заняв третье место.
В последние годы жил со своей женой Нелли Нахомбе, с которой они воспитали двоих детей, в своем поместье под Лусакой.